# Selo UNICEF
O Selo UNICEF ou Selo UNICEF Município Aprovado é uma premiação concedida pela UNICEF que atribui reconhecimento internacional a municípios do semiárido e da Amazônia Legal que cumprem com os requisitos de desenvolvimento de políticas públicas voltados à promoção e consolidação dos direitos das crianças e adolescentes.
A avaliação para concessão do selo leva em consideração indicadores sociais e o histórico do município na realização de ações que busquem o cumprimento integral da Convenção sobre os Direitos da Criança e do Estatuto da Criança e do Adolescente.
Por verificar indicadores importantes no âmbito dos municípios que abrange, o Selo UNICEF é responsável pelo cumprimento de 8 dos 17 Objetivos de Desenvolvimento Sustentável capitaneados pelas Nações Unidas.